# Amanita velosa
Amanita velosa  ("amanita sin anillo naranja agridulce", en inglés "bittersweet orange ringless amanita") es una especie de hongos en la familia  Amanitaceae. Es un hongo comestible propio de  California, Oregón y Baja California.

## Descripción y clasificación
Es parte de la sección Vaginatae de  Amanita y, al igual que otras especies de este grupo, se caracteriza por la falta de un anillo, margen de pileo estriado, restos gruesos de velo universal que comprenden el parche de velo, volva y partes del pileo, esporas inamiloides y la falta de toxinas  características de Amanita como amatoxinas y ácido iboténico. Se distingue de otras especies en la sección Vaginatae por su falta de cualquier tipo de umbo en su sombrero, su corto pileo estriado y su coloración naranja claro a salmón claro cuando es joven. Su coloración puede volverse más marrón con la edad y ocasionalmente también se ven especímenes completamente blancos. Al igual que muchas otras Amanita, las laminillas son blancas, pero ocasionalmente tienen un tinte rosado o anaranjado característico. En especímenes más viejos, el olor puede volverse picante y sospechoso.

## Comestibilidad e identificación

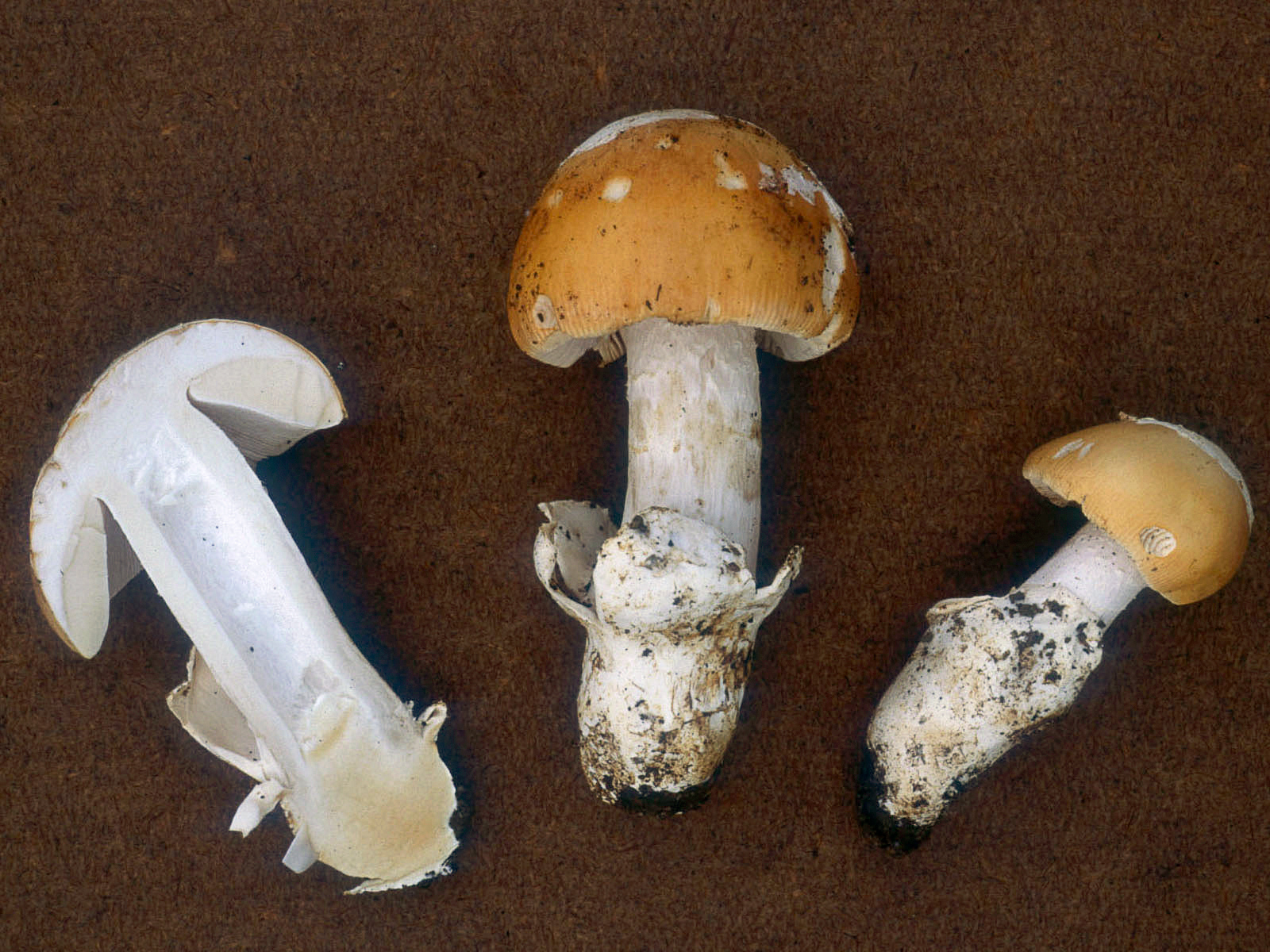
A. velosa

Se le considera una especie comestible excepcional con un sabor distintivamente dulce o a nuez. Sin embargo, se debe tener mucho cuidado para identificarlo adecuadamente, ya que la mortal Amanita ocreata (y ocasionalmente Amanita phalloides) también se encuentra en el mismo hábitat en la misma época del año, y a menudo se pueden encontrar muy cerca unas de otras. A. ocreata y A. phalloides tienen restos de velo universales delgados, una volva similar a un saco, un anillo, un margen de sombrero no estriado y un sombrero que es de un color diferente al de A. velosa.  Estas diferencias pueden desvanecerse a medida que el cuerpo fructífero envejece, por lo que es importante recolectar solo especímenes que tengan todas sus características de identificación intactas.